# 梅县区曾宪梓体育场
梅县区曾宪梓体育场位于梅州市梅县区新城，占地面积3.2万平方米，建筑面积4600平方米，观众座位20221个，于2010年10月施工建设，2012年2月建成，2012年11月22日正式启用。整个体育场建设资金约2.8亿元人民币，其中，原全国人大常委、香港金利来集团有限公司董事局主席曾宪梓博士捐资1500万元人民币。
2012年2月5日，在曾宪梓体育场举办了梅州市“广州富力·李惠堂贺岁杯”足球邀请赛，这是曾体落成后的首场活动。2013年9月19日成功在该场地承办了“梅州月·中华情”2013年中国中央电视台中秋晚会。2022年作为中超联赛梅州赛区比赛场馆。